# Grande Portogallo

La bandiera proposta dai reintegrazionalisti che combina le bandiere di Portogallo e Galizia.

Il Grande Portogallo (le regioni dell'eonaviego, della lingua fala e la città di Olivenza non sono mostrate)

Il Grande Portogallo (portoghese: Portugal Maior), anche conosciuto come Portogalizia (portoghese: Portugaliza), è un'unione proposta dai territori di lingua portoghese, inclusa la regione autonoma di Galizia, la regione dell'eonaviego, il territorio di Olivenza, e molti altri paesi situati sul confine ispano-portoghese nei quali si parlano i diversi dialetti della lingua galiziano-portoghese, come, ad esempio, la lingua fala.
Anche se si pensa che la proposta abbia ideologie politiche recenti abbracciate da alcuni nazionalisti portoghesi, questa è datata molto prima ed è stata documentata dall'autore inglese George Young nel suo libro del 1917 intitolato "Portugal, Old and Young - an Historical Study" (in italiano: Portogallo, Vecchio e Nuovo - uno studio storico), pubblicato dalla Oxford University Press:
Durante il XIX secolo, il Portogallo perse uno dei suoi più preziosi possedimenti, il Brasile, a causa dell'infruttuosa invasione del Portogallo da parte di Francia e Spagna.

## Uso corrente
Il termine Portugalizia è ancora conservato in alcune iniziative politiche. Anche se questo termine non è strettamente definito, molti lo interpretano come un'unione delle seguenti aree:
- Portogallo
- Galizia
- Olivenza, Cedillo, Herrera de Alcántara